# Regius Chair of Clinical Surgery
Der Regius Chair of Clinical Surgery ist ein Lehrstuhl für Chirurgie an der Universität Edinburgh. Er wurde 1802 eingerichtet und von König Georg III. (und damit eine königliche Professur, Regius Professur).

## Entstehung
Gegen Ende des 18. Jahrhunderts argumentierten Chirurgen für die Einrichtung eines eigenen Lehrstuhls für klinische Chirurgie in Edinburgh im Gegensatz zu der allgemeinen Professur für Medizin. Sie betrachteten das Fach als wichtig genug, um einen eigenen Lehrstuhl zu rechtfertigen. James Russell wandt sich an den Stadtrat und wurde mit der Einrichtung einer Professur und dem Posten des Professors belohnt, die ein Jahr später zur Regius Professur erklärt wurde.

## Liste der Regius Professoren für Chirurgie in Edinburgh
| Name                               | Namenszusatz                 | von  | bis  | Anmerkung |
| ---------------------------------- | ---------------------------- | ---- | ---- | --- |
| James Russell (1754–1836)          |                              | 1803 |      | |
| James Syme (1799–1870)             |                              | 1833 |      | Schüler und danach Rivale von Robert Liston. Er wechselte für 1847 fünf Monate zum University College London, kehrte dann aber zu seiner Regius Professur zurück. |
| Joseph Lister                      |                              | 1869 |      | Lister war der Schwiegersohn von Syme und ab 1854 dessen House Surgeon. Ab 1860 arbeitete er als Regius Professor of Surgery in Glasgow, wo er im Militärlazarett viele Grundlagen erarbeitete. Die Verwendung des Karbols als Desinfektionsmittel entwickelte Lister aber in Edinburgh. |
| Thomas Annandale (1838–1907)       |                              | 1877 |      | Vor seiner Ernennung zum Regius Professor war Annandale House Surgeon und Assistent von Syme. |
| Francis Mitchell Caird (1853–1926) |                              | 1908 |      | Caird war ein Schüler Listers. |
| Harold Stiles (1908–1946)          |                              | 1919 |      | |
| John Fraser (1885–1947)            |                              | 1927 |      | |
| James Learmonth                    | K.C.V.O., C.B.E.             | 1946 | 1956 | Learmonth hielt vor dieser Professur schon vier Jahre eine Regius Professor in Aberdeen. |
| John Bruce (1905–1975)             | C.B.E., T.D., F.R.C.S. (Ed.) | 1956 |      | |
| Patrick Forrest (geboren 1926)     |                              | 1971 |      | |
| David Carter (geboren 1940)        |                              | 1988 |      | |